# Mavanur, Krishnarajanagara
Mavanur là một làng thuộc tehsil Krishnarajanagara, huyện Mysore, bang Karnataka, Ấn Độ.